# NGC 6478
NGC 6478 é uma galáxia espiral (Sc) localizada na direcção da constelação de Draco. Possui uma declinação de +51° 09' 24" e uma ascensão recta de 17 horas, 48 minutos e 38,3 segundos.
A galáxia NGC 6478 foi descoberta em 30 de Maio de 1886 por Lewis A. Swift.